# Bénis soient les guerriers du Roi des cieux

« Bénis soient les guerriers du Roi des cieux » (ou pour les historiens d'art de l'époque soviétique « L'Église en arme ») est une immense icône allégorique peinte dans les années 1550 à la demande d'Ivan le Terrible en souvenir de sa prise de la ville de Kazan en 1552.
L'auteur présumé de l'icône serait l'archiprêtre de la cathédrale de l'Annonciation de Moscou et confesseur du tsar, Athanase, qui devint métropolite de Moscou en 1564. L'historienne Olga Medvedkova, quant à elle, considère que ce serait plutôt Macaire qui l'aurait conçue dans la lignée de ses visées idéologiques absolutistes 
L'icône se trouvait près de la porte sud de la cathédrale de la Dormition de Moscou dans le Kremlin de Moscou) à proximité de l'emplacement du trône du tsar. L'icône et le lieu de prière du tsar sont garnis de reliefs sur le sujet « Histoire des Princes de Vladimir », dont le but était de démontrer la continuité du pouvoir des tsars de Moscou à partir des princes de Vladimir et de Kiev.
L'icône fut par la suite déplacée jusque sur le mur du palais du Kremlin, à cause de son caractère laïque inhabituel en matière d'iconographie dans les églises. L'historien russe Alekseï Ivanovitch Nekrassov (1885-1950) la compare aux œuvres du Trecento italien, marqué par les campagnes militaires entre les grandes cités.
Au début du XXe siècle l'icône se trouvait à l'église des Douze Apôtres à Moscou, mais en 1919 elle entre dans collections de la galerie Tretiakov où elle se trouve toujours aujourd'hui.
Ses dimensions sont inhabituelles pour une icône : 144 sur 396 centimètres. Les matériaux sont une doska en bois sur laquelle est appliquée une pavoloka puis des couches de gesso. La peinture est à tempera.

## Dénomination

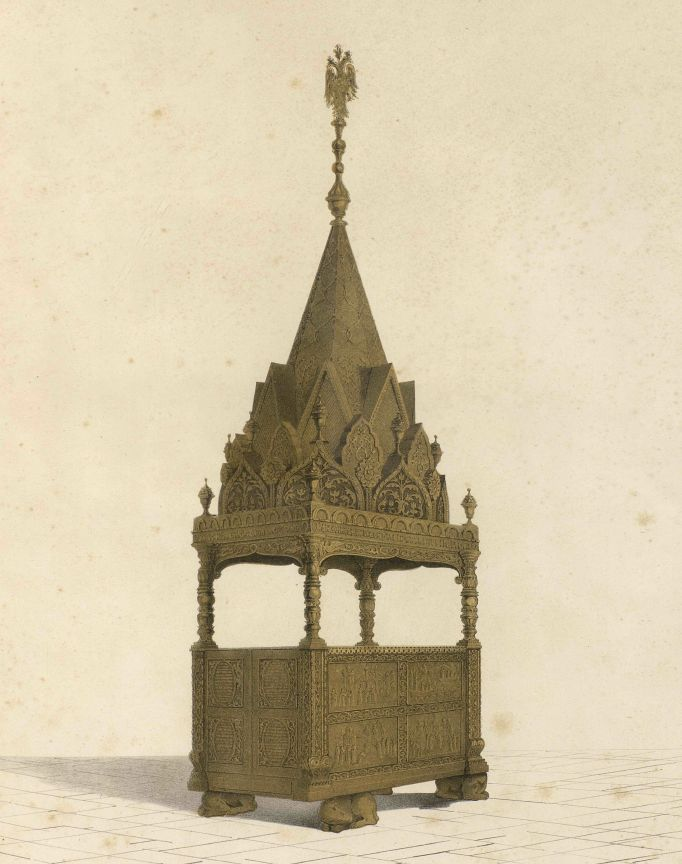
Trône du tsar dans la cathédrale de la Dormition de Moscou au Kremlin.

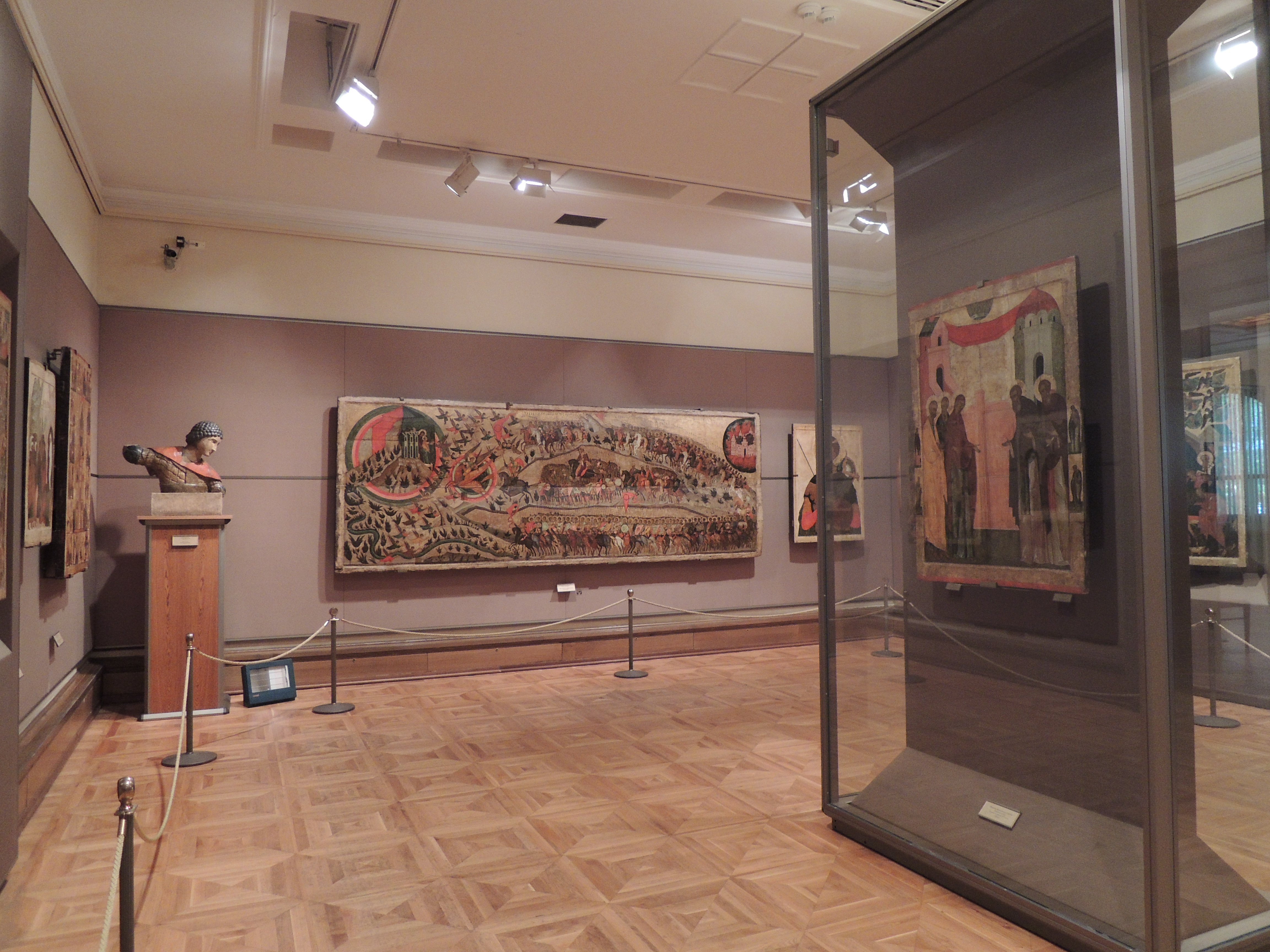
Galerie Tretiakov : emplacement de l'icône « Bénis soient les guerriers du Roi des cieux ».

Le nom de l'icône vient de la première ligne d'un stichère inspiré d'un verset du cinquième echos des matines du lundi : « Que soit bénie l'armée du Roi des cieux ... ». Ce cantique exprime l'idée que le martyr en souffrant pour Jésus-Christ et en acceptant la mort devient un guerrier du tsar des cieux c'est-à-dire qu'il est l'égal d'un ange. Cette origine a été établie par Valentina Antonova.
Ce nom (« Bénis soient les guerriers...») apparaît dans les inventaires de la cathédrale de la Dormition au début du XVIIe siècle (« À l'emplacement du trône du tsar l'icône au fond doré, dans un kiot en bois garni d'étain … »); puis son nom dans les inventaires devient : «Image de la très Sainte Mère de Dieu et des guerriers d'Ivan le terrible» (1627), «Image de la très sainte Mère de Dieu et de l'archange Michel avec des visages de saints » (1701, l'emplacement restant derrière le trône du tsar.

## Les sources du sujet
Les sources d'inspiration de cette icône sont les textes de l’Apocalypse de Jean. Y sont décrites la Jérusalem céleste, d'où coulent les eaux du fleuve de la vie (« Et il me montra un fleuve d'eau de la vie, limpide comme du cristal, qui sortait du trône de Dieu et de l'agneau » Apocalypse 22.1), mais aussi Babylone la Grande prostituée.
En dehors des Saintes Écritures, le sujet de l'icône trouve des analogies dans le chant orthodoxe. Ainsi de nombreux hymnes en l'honneur de martyrs soulignent qu'ils ont répété le chemin tracé par Jésus en étant les premiers à atteindre la Jérusalem céleste. Également, dans les textes de l'Octoéchos se trouvent des chants, dans lesquels Jésus Christ porte une couronne entouré d'une nuée d'anges qui volent avec lui vers les armées.
L'image de l'icône représentant l'entrée de l'armée dans la Jérusalem céleste correspond exactement aux paroles adressées par le métropolite de Moscou Macaire aux participants, avant le début de la prise de Kazan. À tous ceux qui mourront sur le champ de bataille il promet l'entrée dans la Jérusalem céleste. Plus tard, le métropolite reprend dans son message à Sviiajsk le thème suivant lequel l'exploit des soldats russes pour conquérir le Khanat de Kazan est comparable à celui des martyrs chrétiens et des saints confesseurs.
Les premières études de l'icône « Bénis soient les guerriers…» par les historiens d'art hésitent à lui donner une quelconque interprétation.
Puis ils voient en elle des liens avec les textes de saint Paul,. Plus tard encore, ils la voient comme représentant une apothéose dans le sens artistique classique, c'est-à-dire une glorification suprême, un accueil parmi les dieux d'un souverain qui a réalisé la prise d'une ville, et tentent alors d'identifier les personnages qui y sont représentés.
Le métropolite Macaire était un pilier de l'absolutisme qui est décrit dans le Livre dynastique conçu par Macaire et écrit par le Métropolite Athanase, consacré à la généalogie du tsar dans le but de placer les souverains terrestres à côté de ceux du Ciel

## Sujet de l'icône

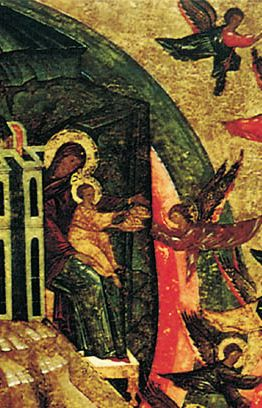
La Mère de Dieu et l'enfant Jésus dans la Jérusalem céleste.

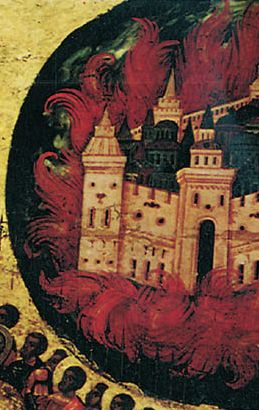
Ville en feu identifiable comme étant Kazan.

### La ville en feu et la Jérusalem céleste
Dans la partie droite de l'icône est représentée une ville en feu. C'est la « ville du Malin » ou Sodome, abandonnée pour la nouvelle cité céleste.
Cette ville en feu représente Kazan, conquise par Ivan IV lors de sa campagne de 1552.
Selon l'historien d'art V. V. Morozov cette ville en feu n'est pas destinée à être détruite par le feu, mais à être purifiée par lui. Cette opinion est fondée sur le Livre dynastique, qui relate la description d'un témoin du siège de Kazan, le prêtre André (futur métropolite de Moscou sous le nom d'Athanase et auteur présumé de l'icône). Certains chercheurs voient dans le dessin de la ville en flamme la mosquée principale de Kazan détruite par Ivan le Terrible : la mosquée Qolsharif.
Depuis la ville en feu se déplace une procession aux multiples personnages, à pied ou à cheval, qui se dirigent vers la Jérusalem céleste (ou encore Sion)représentée dans la partie gauche de l'icône. Elle se trouve sur un rocher enfermée dans une mandorle ronde aux couleurs rouges et vertes. Elle n'est ouverte qu'à un seul endroit où mène un chemin, que les soldats vont emprunter pour entrer dans la ville. Cette cité céleste peut être interprétée comme l'image de Moscou. La Vierge Marie tient l'enfant Jésus sur ses genoux. Elle tend des couronnes aux anges qui à leur tour les posent sur les têtes des guerriers. Le jardin de la Jérusalem céleste produit des fruits dans un jardin paradisiaque. Ces fruits sont rouges alors que les arbres hors du jardin ne portent pas de fruits bien qu'ils poussent le long d'une rivière. Ils appartiennent déjà à un paysage terrestre.

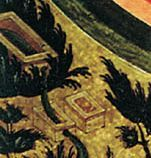
Rivière du paradis.

### Rivière du paradis
Depuis la Jérusalem céleste coule une rivière paradisiaque. Son symbolisme est complexe : chez Pavel Mouratov c'est la biblique « rivière pure de l'eau de la Vie»,. Pour Valentina Antonova la source de cette eau est représentée sous forme d'une grande auge. C'est celle qui était dans la crèche de Jésus de la première Rome et lui servait de berceau. Puis suivent deux petites auges en pierre, voisines et parallèles. L'une est vide. C'est celle symbolisant le sort de l'empire byzantin, qui n'a pas réussi à conserver sa foi et a été conquis par les Turcs:133. L'historien d'art V. V. Morozov remarque, lui aussi, que si la rivière coule depuis la crèche, elle se jette dans une seule auge puis poursuit son cours alors que l'autre auge voisine n'est pas approvisionnée et reste sèche. Cela peut être compris comme des symboles de l'Église orthodoxe (l'auge dans laquelle coule l'eau) et du catholicisme (auge non approvisionnée):22. La grande rivière coule vers les soldats, comme un symbole de la vrai foi dont les zélateurs sont les dirigeants russes.

La procession des guerriers se déplace sur l'icône de droite à gauche. Elle se divise en trois parties, chacune de celle-ci sur un fond doré au-dessus d'une couche de pozem de couleur brune symbolisant la terre du chemin. Les têtes des soldats de la rangée inférieure (et quelques-uns dans la rangée supérieure) sont entourées d'auréoles.

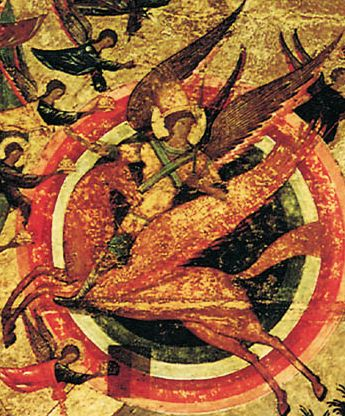
Archange Michel..

### L'Archange Michel
À la tête de tous les rangs de soldats, est représenté l'archange Michel, prince des armées célestes, monté sur un cheval aux ailes de couleur de feu. Sa figure est comprise dans une mandorle sphérique de trois couleurs. C'est une représentation assez rare dans l'iconographie russe du XVIe siècle:19. Il est placé aux portes de la Jérusalem céleste et en se retournant il appelle tous ceux qui le suivent. Le fait qu'il trouve une telle place dans cette icône est lié au fait que l'archange Michel était vénéré comme patron des lignées de souverains moscovites (Ivan le Terrible l'appelle dans ses écrits le complice de tous les tsars pieux).
La cathédrale de l'Archange-Saint-Michel de Moscou est le lieu de sa sépulture.

### Guerrier à la bannière
Derrière la figure de l'archange, se trouve un jeune soldat au manteau écarlate avec une bannière en main. Selon la plupart des chercheurs c'est Ivan le Terrible:25. Comme l'archange il tourne son regard vers le reste de la troupe, l'encourageant à le suivre. Au-dessus de sa tête, trois anges tenant une seule couronne. Ils représentent les trois principautés dominées par un seul souverain : Ivan le Terrible. Il s'agit du tsarat de Russie, du khanat de Kazan et du khanat d'Astrakhan, la couronne dans les mains des trois anges étant la couronne de Monomaque:19—22, symbole de l'autocratie russe.

### Fantassins et cavaliers en arme

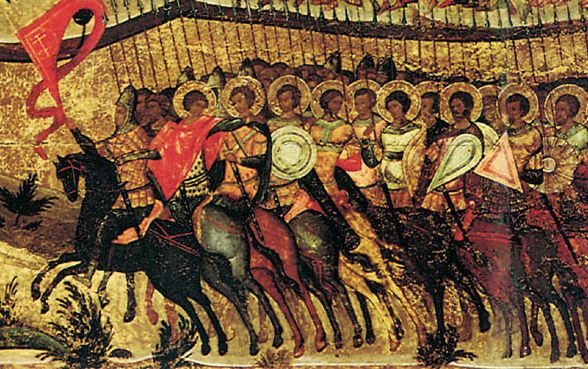
Rang de soldats dans le bas de l'icône.

Derrière le soldat à la bannière, dans le groupe des fantassins, est représentée une grande figure de cavalier en habit royal portant un crucifix en main. Elle est identifiée par les historiens comme étant soit Vladimir II Monomaque soit l'empereur romain Constantin.
Le principal argument en faveur du nom de Vladimir II Monomaque est le fait qu'Ivan Le Terrible « le désignait comme le premier tsar russe et qu'il se considérait comme son successeur et héritier de ses insignes royaux ».(L'identification de ce cavalier à Ivan le terrible lui-même est écartée par les chercheurs).
À l'arrière, la troupe les cavaliers qui suivent sont Vladimir Ier avec ses deux fils Boris et Gleb. La figure centrale du groupe des soldats qui est à cheval semble très grande au milieu de son entourage. En fait elle n'est pas plus grande que celle du cavalier qui précède avec sa bannière et que celles des trois qui suivent (Vladimir et ses deux fils). L'illusion d'être plus grand lui vient des vêtements portés et du fait qu'il semble planer au-dessus de la foule qui l'entoure qui est constituée de fantassins de même couleur:17—19.
La rangée de guerriers du dessus de l'icône est dirigée par Dimitri Ier Donskoï et son protecteur le saint martyr Démétrios de Thessalonique. Les soldats de la rangée la plus basse de l'icône sont dirigés par un chef sans auréole, portant une bannière rouge (probablement Iouri Vasilevitch prince d'Ouglitch), frère d'Ivan le Terrible:25), le héros national russe Alexandre Nevsky et Georges de Lydda. On peut encore identifier parmi les soldats des différents rangs : Théodore le Stratilate, André le Stratilate, Michel Ier de Kiev, Michel III de Tver, Vsevolod de Pskov, Dovmont de Pskov, Féodor, David, et Constantin de la principauté de Iaroslavl. L'identification des personnages est liée à une liste de patrons de soldats russes conservée dans une lettre du métropolite Macaire envoyée à Kazan. Un pozem est représenté sous les pieds des soldats.
Il existe des opinions suivant lesquelles l'identification de ces soldats est sans fondement. L'icône ne devant alors être regardée comme une pure allégorie spirituelle, sans référence aucune à des évènements historiques précis. En se basant sur la lettre de Macaire envoyée à Kazan, certains chercheurs ont conclu que les participants sans auréole sont les survivants de la bataille, alors que ceux qui en ont une sont ceux qui sont morts à la bataille:190. En ce qui concerne la différence entre les personnages à cheval et ceux qui sont à pied elle est simple et est interprétée comme suit : la foule des soldats en couleur foncée est à pied, les princes sont eux tous à chevalp. 19.

## Appréciation
Selon l'historienne d'art russe Véra Traimond, les sujets principaux qui sont le tsar et l'archange saint Michel sont déplacés vers la gauche pour donner de la dynamique à l'ensemble des mouvements. La composition est surchargée de détails et les personnages sont trop petits pour les différencier correctement. Par ailleurs, la conception politique de l'icône est dominante ce qui permet de voir en elle le début de la peinture laïque à Moscou destinée à justifier la politique d'Ivan IV dit le Terrible. Le peintre n'en exprime pas moins une vision originale de la nature et de l'espace outre cette opinion politique.

## Productions artistiques analogues

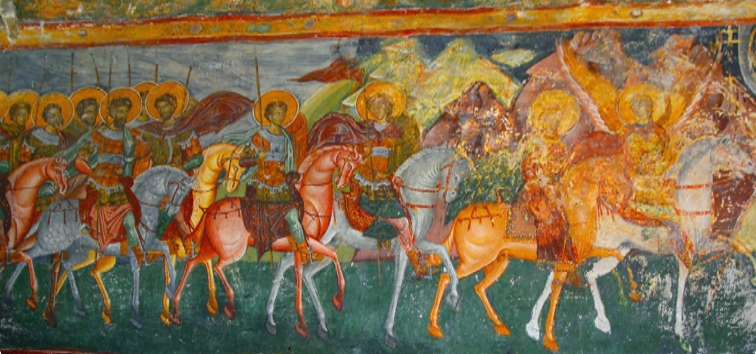
Fresque de l'église de l'Exaltation-de-la-Sainte-Croix à Pătrăuți, en Roumanie. Fin XV.

La représentation de la marche triomphale des armées célestes sous la conduite de l'archange Michel est le sujet d'autres icônes et fresques du XVIe siècle (par exemple celles du « Jugement dernier » du Nationalmuseum de Stockholm et de la collégiale de la Résurrection de Toutaïev ou encore celles des bannières de guerre telle celle appelée « La grande bannière » d'Ivan le Terrible).
L'une des œuvres la plus proches dans le temps de celle « Bénis soient les guerriers… » est une des fresques de l'église de l'Exaltation-de-la-Sainte-Croix à Pătrăuți (ro) en Roumanie, réalisée à la fin du XVe siècle. L'empereur Constantin y est représenté (son nom est conservé sur la fresque) entouré de quinze soldats et saints auréolés, dont le nom n'a pas été conservé. Ils suivent l'archange Michel qui leur montre une étoile en forme de croix dans le ciel.

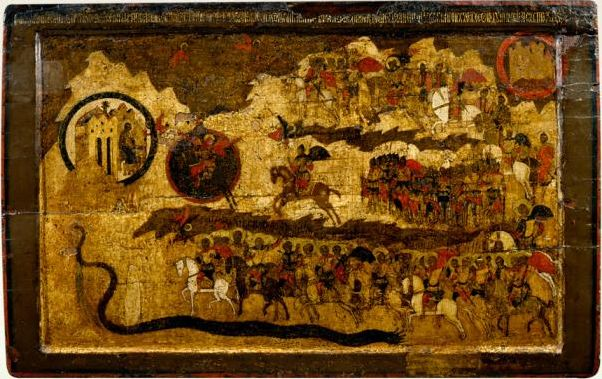
Copie de l'icône au monastère Tchoudov de Moscou.

Sur l'icône du monastère de Notre-Dame de Platiteri dans l'ile de Corfou, vers les années 1500, on trouve un sujet similaire. Deux groupes vont en procession depuis la Jérusalem terrestre : le premier, celui des justes, tenant en main des croix monte vers la Jérusalem céleste, tandis que le second descend vers l'enfer.
À la fin du XVIe siècle, est réalisée une copie plus petite de l'icône « Bénis soient les guerriers…» pour le Monastère Tchoudov (en). Sur celle-ci l'archange Michel est représenté comme un ange aux ailes de feu. Sur cette copie sont transcrits un certain nombre de noms dont ceux de certains saints qui figurent. Au début du XXe siècle l'icône a été placée dans la crypte du grand-prince Serge Alexandrovitch de Russie sous la cathédrale du monastère Tchoudov, mais elle fait partie actuellement de la collection du Musée du Kremlin de Moscou.